# Ghiacciaio Hale
Il ghiacciaio Hale (in inglese Hale Glacier) è un ghiacciaio lungo circa 10 km situato sull'isola Thurston, al largo della costa di Eights, nella Terra di Ellsworth, in Antartide. Il ghiacciaio, il cui punto più alto si trova a circa 50 m s.l.m., è situato in particolare a est del monte Simpson, nella parte sud-occidentale dell'isola, e da qui fluisce verso sud-ovest fino ad entrare nello stretto Peacock, andando così ad alimentare la piattaforma glaciale Abbot.

## Storia
Il ghiacciaio Hale è stato mappato grazie a fotografie aeree scattate nel gennaio 1960 dallo squadrone VX-6 della marina militare statunitense ed è stato poi così battezzato dal Comitato consultivo dei nomi antartici in onore del tenente Bill J. Hale, elicotterista della marina militare statunitense a bordo della USS Burton Island, che nel febbraio 1960 effettuò diversi voli di esplorazione nei cieli dell'isola Thurston.